# Distretto di Ouled Ben Abdelkader
Il distretto di Ouled Ben Abdelkader è un distretto della provincia di Chlef, in Algeria, con capoluogo Ouled Ben Abdelkader.

## Comuni
Il Distretto di Ouled Ben Abdelkader comprende 2 comuni:
- Ouled Ben Abdelkader
- El Hadjadj